# Rise of Nations
Rise of Nations (tạm dịch: Sự trỗi dậy của các quốc gia) là trò chơi máy tính thuộc thể loại chiến thuật thời gian thực pha trộn chiến thuật theo lượt do hãng Big Huge Games phát triển và Microsoft Game Studios phát hành vào năm 2003. Việc phát triển game do cựu binh Brian Reynolds đảm nhiệm, người từng nổi tiếng với siêu phẩm Civilization II và Sid Meier's Alpha Centauri.
Ngày 27 tháng 4 năm 2004, Big Huge Games chínnh thức phát hành bản mở rộng Rise of Nations: Thrones and Patriots. Ngày 28 tháng 10 cùng năm, hãng còn tung thêm bản Gold Edition của Rise of Nations bao gồm cả bản gốc và bản mở rộng. Ngày 9 tháng 5 năm 2006, Big Huge Games cho phát hành Rise of Nations: Rise of Legends, một ấn phẩm phụ của dòng Rise of Nations lấy bối cảnh hư cấu, viễn tưởng với kiểu dáng máy móc và phép thuật đan xen lẫn nhau.
Rise of Nations và bản mở rộng Rise of Nations: Thrones and Patriots sau khi chào bán đã đạt được doanh thu hơn 1 triệu bản, và nhận giải Game of the Year (game hay của năm 2003) do GameSpy trao thưởng. Ngoài ra, vào năm 2008, Rise of Nations đã tiến hành cải thiện một loạt các "kỹ năng quan trọng về nhận thức", nổi bật nhất là bộ nhớ và khả năng chuyển đổi nhiệm vụ ở người lớn tuổi.

## Cách chơi

### Tổng quan
Rise of Nations là sự kết hợp giữa Age of Empires (cho phần dàn trận) và Civilization (cho phần kinh tế) với engine pha lẫn 2D/3D dùng cho công trình và một engine 3D dành cho việc diễn hoạt đơn vị, địa hình và các hiệu ứng đặc biệt. Game chủ yếu mô tả hơn 6000 năm lịch sử nhân loại từ thời cổ đại (Ancient Age) cho đến kỷ nguyên thông tin (Information Age) được phân thành 8 thời đại khác nhau: Cổ đại, tiền cổ đại, trung đại, thuốc súng, khai sáng, công nghiệp, hiện đại và thông tin.
Giống với những trò chơi chiến thuật hiện nay, Rise of Nations không có phần chiến dịch theo cốt truyện. Thay vào đó là những màn chiến dịch dành cho người chơi đơn với nhiều nhiệm vụ mà trong đó thế giới được chia thành nhiều vùng khác nhau. Khi ở trong lãnh thổ, người chơi điều khiển quốc gia của mình theo lượt, những khi ra khỏi vùng lãnh thổ thì game sẽ chuyển sang chế độ thời gian thực. Một số màn người chơi phải chịu đựng sự tấn công của đám man tộc (babarian) trong vòng 30 phút.
Mỗi một dân tộc có một sức mạnh riêng về nhiều mảng khác nhau: Nga có sức mạnh của Đất Mẹ; Đức có sức manh của công nghiệp; Pháp có sức mạnh của người dẫn đầu.
Game được chia thành hai mảng riêng biệt: phần bản đồ chiến lược là một nét mới trong dạng chiến thuật nhưng không mới với dạng theo lượt. Ở mục này, người chơi phải hoạch định kế hoạch xâm chiếm để mở rộng lãnh thổ, chiếm tài nguyên, bonus,…; nâng cấp để tăng sức mạnh, tìm đồng minh, xây kỳ quan, mua bonus để tăng sức mạnh về kinh tế lẫn quân sự - đây là giải pháp sống còn của người chơi vì nếu không có các bonus trợ giúp thì việc chiến thắng kẻ thù rất khó.
Để thực hiện được các công việc thì người chơi cần phải có tiền hay còn gọi là cống phẩm (Tribute). Người chơi có thể kiếm tribute bằng cách đi chinh phục các vùng đất mới: cành nhiều đất càng có nhiều tribute nhưng đều có giới hạn tối đa. Tribute còn dùng để mua chuộc đối phương nhằm ly gián kẻ thù nhưng không thực sự hữu hiệu. Chỉ khi chiếm được vùng đất có nhà phụ trợ (Supply Center) thì người chơi mới được thưởng thêm quân, do đó khuyến khích người chơi cố gắng săn lùng với bất kỳ giá nào. Những thành phố chính là một phần trọng tâm trong chiến thuật của người chơi. Mỗi thành phố đều có một phạm vi và đó là phần lãnh thổ của người chơi. Điều này rất quan trọng bởi lẽ người chơi phải xây các toà nhà trong lãnh thổ của người chơi và số quân giới hạn theo sự phát triển của thành phố. Muốn mở rộng sự thống trị của người chơi phụ thuộc hoàn toàn vào việc sở hữu các thành phố.
Vì là dạng theo lượt nên ở phần bản đồ chiến lược người chơi chỉ được đi mỗi lần một lượt duy nhất, do đó người chơi cần xác định rõ và chính xác các lượt đi của mình. Sau mỗi lượt đi trên bản đồ chiến thuật, nếu lượt đi kể là tấn công hay phòng thủ thì game sẽ đưa người chơi trở về dạng chiến thuật quen thuộc, trong dạng chiến thuật, game trở về với lối chơi truyền thống tập trung ở hai khía cạnh: quân sự và kinh tế.
Những yếu tố của thể loại theo lượt đã làm cho Rise of Nations có những đặc điểm thú vị mà thể loại thời gian thực khó có được. Những thay đổi này đã mang lại cho người chơi nhiều lựa chọn hơn. Chẳng hạn người chơi có thể xây dựng những kì quan của thế giới, những công trình kiến trúc quyền lực mà nó có thể cho quân đội của người chơi nhiều điều lợi trong các trận đánh. Tuy không có những đơn vị chuyển quân nhưng người chơi có thể xây dựng những bến tàu (Dock), và ở một mức độ công nghệ cho phép, bộ binh của người chơi sẽ dễ dàng đi qua mặt nước nhờ những bến tàu này. Người chơi có nhiều cách để chiến thắng trong trò chơi như: Xâm chiếm, mở rộng được hơn 70% bản đồ, xây dựng hoặc chiếm những kì quan, hay bằng cách chiếm đóng thủ đô của quân địch.

### Kinh tế
Kinh tế trong game chiếm 2/3 tầm quan trọng chiến lược và là linh hồn của game vì khả năng nâng cấp phụ thuộc hoàn toàn vào tiềm năng kinh tế. Rise of Nations có sáu loại tài nguyên chính là gỗ, kim loại, thức ăn, dầu, tiền và kiến thức. Các tài nguyên này không bao giờ bị cạn kiệt, ý tưởng này nhằm giúp người chơi tập trung vào phần chiến thuật thay vì cứ mãi lay hoay tìm kiếm tài nguyên và xây hàng loạt công trình khai thác. Để tăng năng suất cho quốc gia, người chơi phải nâng cấp cả về kinh tế lẫn quân sự.
Rise of Nations có bốn lĩnh vực nghiên cứu về: quân sự (Military), đô thị (Civic), thương mại (Commerce), và khoa học (Science). Ở mỗi lĩnh vực có 8 cấp độ, và để đạt được trình độ cao nhất trong một lĩnh vực, người chơi phải phát triển theo từng bậc từ thấp đến cao. Tuy nhiên mỗi kỹ năng đều được cân đối với những kỹ năng khác, vì vậy người chơi có thể lựa chon những kỹ năng ưa thích mà không cần phải lo lắng về sự mất cân bằng giữa các kỹ năng trong nghiên cứu. Thêm vào đó, người chơi có thể quản lý hầu hết những nghiên cứu của mình trong một toà nhà gọi là thư viện (Library).
Thư viện nâng cấp được chia làm 4 tầng, mỗi tầng có 7 lớp như sau:
- Quân sự (màu đỏ): Dùng để nâng dân số, tăng tốc tàu chuyên chở, giảm giá nâng cấp và tạo quân.[10]
- Đô thị (màu xanh dương): Dùng cho vệc mở rộng các thành phố và biên giới. Điều này trước tiên rất có lợi cho người nâng cấp vì khi biên giới mở rộng thì nguồn tài nguyên do người chơi sở hữu sẽ nhiều hơn. Một số màn cho tài nguyên rất hạn hẹp và việc nâng cấp này có ý nghĩa sống còn và ảnh hưởng đến chiến cuộc, thành bại của mỗi bên tham chiến.[10]
- Thương mại (màu xanh lá cây): Dùng để nâng cao sản lượng thu hoạch, tăng cường việc mua bán của các xe buôn (Caravan).[10]
- Khoa học (màu vàng): Dùng để giảm giá nâng cấp các mục trong thư viện, tăng tầm nhìn cho các công trình và quân sự, sự khám phá tài nguyên quý.[10]

Ngoài ra không thể thiếu mục nâng cấp lên các thời kỳ (Age Advances) quen thuộc, mỗi một thời kỳ sẽ cho phép người chơi xây dựng các công trình mới cũng như nâng cấp mới. Ngoài sáu loại tài nguyên kể trên game còn có thêm 32 loại tài nguyên quý hiếm (rare resources) mà người chơi chỉ có thể tìm thấy trong dạng chiến thuật mà không thể tìm được trong mục bản đồ theo lượt. Các tài nguyên này chỉ sử dụng trong màn đang chơi và không thể dùng lại trong màn khác. Để có được những nguồn tài nguyên này, ban đầu người chơi phải xây dựng những ngôi nhà khai thác gần các nguồn tài nguyên và đưa nông dân đến đó, họ sẽ tự làm công việc của mình.
Những nguồn tài nguyên "kiến thức", cần thiết cho sự phát triển công nghệ, chỉ có thể có được bằng cách xây dựng những trường nghiên cứu (University) ở trong thành phố. Người chơi cũng có thể tìm thấy những nguồn tài nguyên hiếm như: Chất khoáng quý (Precious Minerals), crops, hay furs,... ở một vài nơi trên bản đồ. Nếu người chơi mở nơi buôn bán ở những địa điểm này thì sẽ được hưởng nhiều nguồn lợi khác. Mỗi công trình chỉ có thể chứa được một lượng nông dân nhất định. Người chơi có thể phát triển công nghệ để nông dân có nhiều kỹ năng hơn.

### Quân sự
Ở phần quân sự, Rise of Nations thể hiện tốt sự đối nghịch giữa các đạo quân: 1 quân kị binh có thể tiêu diệt 2 hoặc 3 cung thủ một cách mau chóng, trong khi đó lính cầm thương có thể nhanh chóng tiêu diệt kị binh, Những trận chiến đấu trong game đều diễn ra với tốc độ nhanh, tuy nhiên nó cũng đòi hỏi những cân nhắc, suy nghĩ đầy tính toán ở phía người chơi. Chẳng hạn người chơi có thể tấn công vào mạn sườn hay phía sau của quân địch, thêm vào đó là những khả năng đặc biệt mà các đơn vị của người chơi có thể sử dụng để cung cấp thêm khả năng phòng thủ cho lực lượng của người chơi. Nhờ đó lực lượng của người chơi có thể chiếm những vị trí ưu thế trong trận đấu, hoặc thậm chí là che giấu quân của người chơi để thực hiện các cuộc phục kích.
Các thành phố cũng đóng vai trò quyết định đến các trận chiến trong game, khi người chơi đánh thắng một thành phố, nó không bị phá huỷ, mà trở thành một thành phố thuộc quyền điều khiển của chính người chơi. Cần lưu ý rằng sau khi chiếm được thành phố của đối phương, người chơi phải chờ ít phút trước khi nó chuyển quyền sở hữu sang người chơi, các công trình kinh tế sẽ tự động chuyển theo còn các công trình quân sự thì vẫn còn nguyên vẹn, chính điều này cho phép đối phương có cơ hội giành lại thành phố, vì vậy buộc người chơi phải cẩn thận, và nhớ rằng mỗi màn có thời gian giới hạn cho nên người chơi không được lãng phí.
Kế đến là khái niệm biên giới (Border), nếu như nâng cấp chỉ mở rộng biên giới được phần nào thì với giải pháp quân sự giúp người chơi có thể xâm lấn biên giới một cách dễ dàng và gọn lẹ. Trong thực tế, biên giới lãnh thổ thêm vào chiều sâu cho trò chơi, vì nó sẽ hạn chế kiểu xây dựng tràn lan không suy nghĩ. Chẳng hạn biên giới quốc gia rộng lớn hơn khi người chơi có nhiều thành phố, nếu mở rộng số lượng thành phố thì người chơi sẽ bị hạn chế trong việc phát triển đô thị trong thành phố. Thêm vào đó, khi quân đội của người chơi vượt qua biên giới quốc gia khác, sẽ phải chịu những thiệt hại rất nghiêm trọng vì việc vận chuyển, cung cấp là rất khó khăn vì khoảng cách quá lớn, và đương nhiên đối phương cũng gặp khó khăn tương tự như vậy.
Quân đội trong Rise of Nations được điều khiển theo nhóm, mỗi nhóm gồm 3 lính nhưng khi tính vào giới hạn dân số thì chỉ có 1. Như vậy game cho phép người chơi tạo số lượng quân rất lớn nhưng với thử thách không nhỏ là quân càng nhiều thì giá mua quân càng tăng theo. Ngoài những đơn vị quân đặc trưng của mỗi dân tộc (có tất cả 18 dân tộc trong game) thì game còn có thêm tướng quân (General) và điệp viên (Spy). AI của máy rất tốt. Cấp độ Normal cũng đủ gây không ít khó khăn cho người chơi, máy biết đổi quân, rình rập do đó việc giành giật từng thành phố là hết sức khó khăn dù người chơi có quân số đông hơn máy.